# Kombinacja norweska na Mistrzostwach Świata w Narciarstwie Klasycznym 1970
Zawody w kombinacji norweskiej na XVIII Mistrzostwach Świata w Narciarstwie Klasycznym odbyły się 14 lutego 1970 w Wysokich Tatrach.

## Wyniki

### Skocznia normalna/15 km
- Data 14 lutego 1970

| Medal | Zawodnik             | Narodowość     | Wynik  |
| ----- | -------------------- | -------------- | ------ |
|       | Ladislav Rygl        | Czechosłowacja | 410,50 |
|       | Nikołaj Nogowicyn    | ZSRR           | 407,36 |
|       | Wiaczesław Driagin   | ZSRR           | 407,02 |
| 4     | Rauno Miettinen      | Finlandia      | 402,40 |
| 5     | Ezio Damolin         | Włochy         | 400,44 |
| 6     | Karl-Heinz Luck      | NRD            | 393,68 |
| 7     | Jurij Kosulin        | ZSRR           | 389,40 |
| 8     | Yūji Katsuro         | Japonia        | 386,12 |
| 9     | Libor Foltman        | Czechosłowacja | 383,20 |
| 10    | Erkki Kilpinen       | Finlandia      | 378,76 |
| 11    | Franz Keller         | RFN            | 376,16 |
| 12    | Tõnu Haljand         | ZSRR           | 373,00 |
| 13    | Sven-Olof Israelsson | Szwecja        | 372,70 |
| 14    | Kåre Olav Berg       | Norwegia       | 371,94 |
| 15    | Lothar Düring        | NRD            | 354,94 |
| ...   |                      |                |        |
| 17    | Jan Kawulok          | Polska         | 352,96 |
| ?     | Stefan Hula          | Polska         | ?      |